# Коследжі
Коследжі (рум. Coslegi) — село у повіті Прахова в Румунії. Входить до складу комуни Валя-Келугеряске.
Село розташоване на відстані 51 км на північ від Бухареста, 10 км на південний схід від Плоєшті, 94 км на південний схід від Брашова.

## Населення
За даними перепису населення 2002 року у селі проживали 690 осіб, усі — румуни. Усі жителі села рідною мовою назвали румунську.